# Causa lícita
La causa lícita es un elemento esencial común y requisito de validez del acto jurídico, y consiste en que la motivación de todo negocio jurídico debe ajustarse a la ley.
El principal elemento de estudio de la causa lícita es su par opuesto: la causa ilícita.

## Origen
En general, los romanos no conocieron la teoría del acto jurídico. Se trata de una obra que tiene su origen en la pandectística alemana del siglo XIX.
En Roma, los jurisconsultos se referían a la causa de la obligación, entendiendo por tal la fuente de donde emanaba el vínculo juris, esto es, el contrato, el cuasicontrato, el delito, el cuasidelito: la causa eficiente.